# 32439 Sangjoonkim
32439 Sangjoonkim è un asteroide della fascia principale. Scoperto nel 2000, presenta un'orbita caratterizzata da un semiasse maggiore pari a 3,030188 UA e da un'eccentricità di 0,111713, inclinata di 12,893457° rispetto all'eclittica.